# Bộ Cân (斤)
Bộ Cân, bộ thứ 69 có nghĩa là " cái rìu" là 1 trong 34 bộ có 4 nét trong số 214 bộ thủ Khang Hy.
Trong Từ điển Khang Hy có 55 chữ (trong số hơn 40.000) được tìm thấy chứa bộ này.

## Tự hình Bộ Cân (斤)

Giáp cốt văn
Kim văn
Đại triện
Tiểu triện

## Chữ thuộc Bộ Cân (斤)
| Số nét bổ sung | Chữ                            |
| -------------- | ------------------------------ |
| 0              | 斤/cân/                        |
| 1              | 斥/xích/                       |
| 4              | 斦 斧/phủ/ 斨/thương/ 斩/trảm/ |
| 5              | 斪/cù/ 斫/chước/               |
| 7              | 斬/trảm/ 断/đoạn/              |
| 8              | 斮/trác/ 斯/tư/                |
| 9              | 新 斱                          |
| 10             | 斲                             |
| 11             | 斳                             |
| 12             | 斴                             |
| 13             | 斵 斶                          |
| 14             | 斷                             |
| 21             | 斸                             |